# Challenge des champions 1955
La Supercoppa di Francia 1955 (ufficialmente Challenge des champions 1955) è stata la prima edizione della Supercoppa di Francia.
Si è svolta il 14 settembre 1955 allo Stadio Vélodrome di Marsiglia tra lo Stade Reims, vincitore della Division 1 1954-1955, e il Lilla, vincitore della Coppa di Francia 1954-1955.
A conquistare il titolo è stato lo Stade Reims che ha vinto per 7-1 con reti di Léon Glovacki, Armand Penverne, René Bliard (tripletta) e Robert Lamartine (doppietta).

## Partecipanti
| Squadre     | Qualificazione                             | Partecipazioni precedenti (il grassetto indica la vittoria) |
| ----------- | ------------------------------------------ | ----------------------------------------------------------- |
| Stade Reims | Vincitore della Division 1 1954-1955       | Nessuna                                                     |
| Lilla       | Vincitore della Coppa di Francia 1954-1955 | Nessuna                                                     |

## Tabellino
| Arbitro: | Tiran |

|                                                                |           |           |
| Glovacki 18’ Penverne 21’ Lamartine 68’ 78’ Bliard 72’ 85’ 89’ | Marcatori | 81’ Douis |

### Formazioni
| Stade Reims:   |                  |  |     |
|                |                  |  |     |
| P              | Paul Sinibaldi   |  |     |
| D              | Simon Zimny      |  |     |
| D              | Raoul Giraudo    |  |     |
| D              | Robert Jonquet   |  |     |
| D              | Armand Penverne  |  |     |
| C              | Michel Leblond   |  |     |
| C              | Raymond Cicci    |  |     |
| C              | Michel Hidalgo   |  | 46’ |
| A              | Léon Glovacki    |  |     |
| A              | René Bliard      |  |     |
| A              | Jean Templin     |  |     |
| Sostituzioni:  |                  |  |     |
| C              | Robert Lamartine |  | 46’ |
| Allenatore:    |                  |  |     |
| Albert Batteux |                  |  |     |

| Lilla:        |                     |  |     |
|               |                     |  |     |
| P             | Jean Van Gool       |  |     |
| D             | Guillaume Bieganski |  |     |
| D             | Jacques Delepaut    |  |     |
| D             | Robert Lemaître     |  |     |
| D             | André Bonnet        |  |     |
| C             | Roland Clauws       |  |     |
| C             | Bernard Lefèvre     |  |     |
| C             | Zbigniew Misiaszek  |  |     |
| C             | André Strappe       |  | 46’ |
| A             | Yvon Douis          |  |     |
| A             | Gérard Bourbotte    |  |     |
| Sostituzioni: |                     |  |     |
| D             | Gérard Lenglet      |  | 46’ |
| Allenatore:   |                     |  |     |
| André Cheuva  |                     |  |     |